# Pseudonevianopora pembaensis
Pseudonevianopora pembaensis är en mossdjursart som beskrevs av Brood 1976. Pseudonevianopora pembaensis ingår i släktet Pseudonevianopora, ordningen Cyclostomatida, klassen Stenolaemata, fylumet mossdjur och riket djur. Inga underarter finns listade i Catalogue of Life.